# Weberwiese (metrostation)
Weberwiese is een station van de metro van Berlijn, gelegen onder de Karl-Marx-Allee in het stadsdeel Friedrichshain. Het metrostation werd op 21 december 1930 geopend onder de naam Memeler Straße, als deel van de nieuwe lijn E, de huidige U5. Tijdens de deling van de stad lag het metrostation in Oost-Berlijn.
Weberwiese kreeg zoals alle stations op lijn E een standaardontwerp van de hand van Alfred Grenander, indertijd huisarchitect van de Berlijnse metro. Om de sterk op elkaar gelijkende stations van elkaar te onderscheiden maakte Grenander gebruik van de zogenaamde kenkleur, die toegepast werd op vaste elementen als de wandbetegeling en de stalen steunpilaren. De toewijzing van de kenkleur volgde een zich herhalend patroon: roze, lichtgrijs, geel, blauwgroen, lichtgroen. Station Weberwiese werd uitgevoerd in de kleur geel. De perronhal is ongeveer anderhalve verdieping hoog, zodat men perron en sporen vanaf de tussenverdieping kan overzien. Aan beide uiteinden van het eilandperron leiden uitgangen naar de Karl-Marx-Allee.
Het metrostation had tijdens de Tweede Wereldoorlog zwaar te lijden. Driemaal (op 7 mei en 21 juni 1944 en op 26 februari 1945) werd het door bommen getroffen, waardoor delen van het dak verwoest werden. Bij de luchtaanval van 26 februari 1945 vonden vonden 200 mensen in station Memeler Straße de dood. Een paar maanden later lag het metroverkeer vanwege de verwoestingen in de gehele stad stil. De situatie verergerde nog in mei 1945, toen de Noord-zuidtunnel van de S-Bahn ter hoogte van het Landwehrkanaal werd opgeblazen en onder water kwam te staan. Via een voetgangerstunnel in station Friedrichstraße bereikte het water ook het metronetwerk. Bijna een miljoen kubieke meter water verspreidde zich vervolgens door de tunnels en het traject Alexanderplatz - Frankfurter Allee van lijn E (waaronder station Memeler Straße) overstroomde volledig. Na het einde van de oorlog begon men met het leegpompen van de tunnels, zodat er op 16 juni 1945 weer pendeltreinen over lijn E konden gaan rijden. Een week later was de lijn weer volwaardig in dienst.

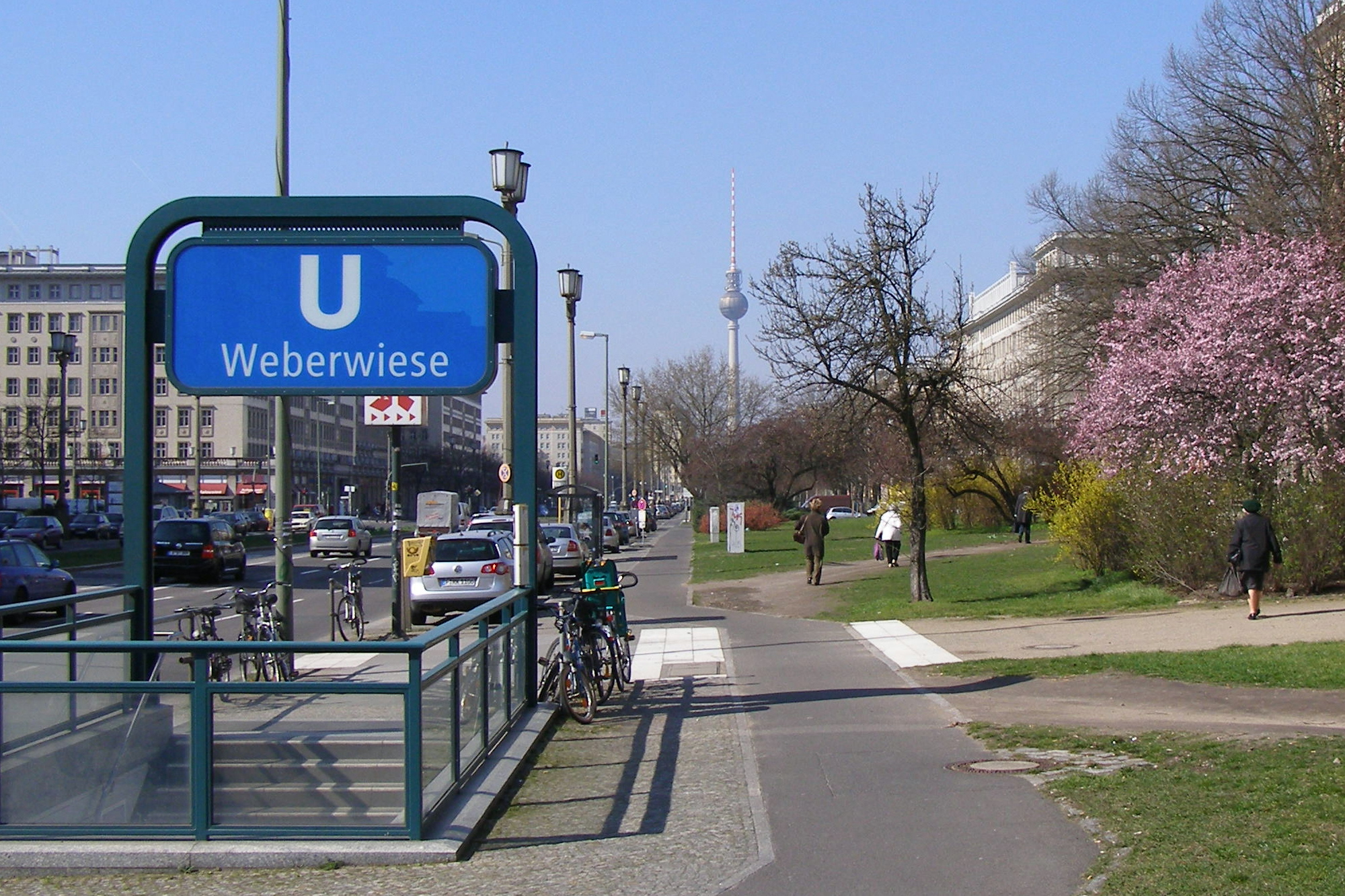
Toegang aan de Karl-Marx-Allee, gezien richting de Alexanderplatz

In 1950 werd de Memeler Straße hernoemd tot Marchlewskistraße, naar de Poolse communistische politicus Julian Marchlewski, en kreeg ook het metrostation deze naam. Ook het uiterlijk van het station veranderde in de DDR-tijd: de oorspronkelijke gele wandbetegeling werd vervangen door verticaal geplaatste olijfgroene en beige tegels, de pilaren werden donkergroen. In 1987 werden de wanden langs de sporen opgeluisterd met kunstwerken van de Oost-Duitse arbeidersbeweging; in 1995 werden de werken verwijderd. Na de Duitse hereniging kreeg het station in 1991 zijn huidige naam, verwijzend naar een nabijgelegen plantsoen.
Tussen 2003 en 2004 stak men de oudste stations van de U5 in een nieuw jasje. De wandbetegeling moest wijken voor een vandalismebestendige bekleding van geëmailleerde metaalplaten, waarbij werd teruggegrepen op het principe van de kenkleur. Station Weberwiese kreeg in 2003 opnieuw lichtgele wanden, met een brede band in een iets donkerdere tint waarin de stationsnaam geschreven is, en gele pilaren. Daarnaast werd de verlichting verbeterd, werd er een nieuwe vloer gelegd en kwam er nieuw perronmeubilair.
Hoewel het eerstvolgende metrostation in oostelijke richting de naam Frankfurter Tor draagt, stond de stadspoort met deze naam ter hoogte van station Weberwiese.